# Elisabeth Messmer
Elisabeth M. Messmer – niemiecka okulistka, profesor w klinice okulistyki Uniwersytetu Ludwika i Maksymiliana w Monachium.

## Życiorys
Medycynę studiowała na Uniwersytecie Ludwika i Maksymiliana w Monachium (1983-1990), gdzie uzyskała stopień doktorski na podstawie pracy pt. Augenkomplikationen bei Lepra unter Kombinationstherapie mit Diaminodiphenylsulfon (DDS), Rifampicin und Clofazimin. Od lipca 1991 do lutego 1993 była stypendystką Deutsche Forschungsgemeinschaft w amerykańskim Harvard Medical School, Massachusetts Eye and Ear Infirmary w Bostonie. Po powrocie do Niemiec krótko pracowała w uniwersyteckiej klinice okulistycznej w Würzburgu, kierowanej wówczas przez Anselma Kampika. 
Wraz z A. Kampikiem przeniosła się w 1993 do kliniki uniwersyteckiej w Monachium. W 1995 i 1996 uzyskała odpowiednio pierwszy i drugi stopień w ramach amerykańskiego systemu United States Medical Licensing Examination. W 1997 uzyskała specjalizację z okulistyki i awansowała w monachijskiej klinice na pozycję Oberärztin. Dyplom i tytuł Fellow of the European Board of Ophthalmology (skrót FEBO używany po nazwisku okulisty) uzyskała w 2003. Habilitowała się w 2007 a na stanowisko außerplanmäßige Professor awansowała w 2014.
W pracy klinicznej i badawczej specjalizuje się w infekcjach oka i stanach zapalnych, chorobach spojówki, zespole suchego oka, zapaleniu rogówki i spojówek.
Jest autorką i współautorką szeregu artykułów publikowanych w wiodących czasopismach okulistycznych, m.in. w „Graefe's Archive for Clinical and Experimental Ophthalmology", „Progress in Retinal and Eye Research", „Der Ophthalmologe", „Klinische Monatsblätter für Augenheilkunde", „Acta Ophthalmologica", „The Ocular Surface" oraz „British Journal of Ophthalmology".
Należy m.in. do Niemieckiego Towarzystwa Okulistycznego (Deutsche Ophthalmologische Gesellschaft, DOG), European Ophthalmic Pathology Society, Tear Film & Ocular Surface Society oraz Association of Research in Vision and Ophthalmology (ARVO).